# Grandson, Vol. 1
Grandson, Vol. 1 — дебютный микстейп американского рэпера King Von. Он был выпущен на лейблах Only the Family Entertainment и Empire 21 сентября 2019 года. Исполнительным продюсером выступил Chopsquad DJ, он содержит гостевые участия от Lil Durk и Booka600. Микстейп достиг 53 номера в Billboard 200.

## Список композиций
| №                   | Название                                     | Длительность |
| ------------------- | -------------------------------------------- | ------------ |
| 1.                  | «Went Silly»                                 | 2:43         |
| 2.                  | «Tuff»                                       | 2:28         |
| 3.                  | «Crazy Story»                                | 2:26         |
| 4.                  | «Crazy Story, Pt. 3»                         | 3:11         |
| 5.                  | «Twin Nem» (при участии Lil Durk)            | 2:55         |
| 6.                  | «Fuck Yo Man»                                | 3:00         |
| 7.                  | «No Flaws»                                   | 3:08         |
| 8.                  | «What It's Like»                             | 3:10         |
| 9.                  | «Hoes Ain't Shit»                            | 3:25         |
| 10.                 | «War With Us»                                | 2:59         |
| 11.                 | «Jet» (при участии Booka600)                 | 3:19         |
| 12.                 | «Mama's Boy»                                 | 1:49         |
| 13.                 | «Crazy Story [Remix]» (при участии Lil Durk) | 3:14         |
| Общая длительность: | Общая длительность:                          | 37:47        |

## Чарты
| Чарт (2020)                            | Высшая позиция |
| -------------------------------------- | -------------- |
| США (Billboard 200)                    | 53             |
| США (Billboard Top R&B/Hip-Hop Albums) | 30             |
| США (Billboard Independent Albums)     | 9              |